# Titanus giganteus
Lo Scarabeo Titano (Titanus giganteus) è un Cerambycidae neotropicale, l'unico nel genere Titanus, e la seconda specie più lunga conosciuta fra i coleotteri.

## Descrizione
Gli adulti possono crescere fino a 16,7 cm di lunghezza. Di tutti i coleotteri noti, ha dimensioni maggiori solo lo scarabeo ercole (Dynastes hercules), i cui maschi giganti occasionalmente possono crescere fino a 18 cm (più lungo del titano, ma i maschi di scarabeo ercole hanno un enorme corno sul pronoto o torace che rappresenta circa la metà della sua lunghezza totale. Escludendo il corno, il corpo del coleottero Titano è notevolmente più grande di quello dello scarabeo ercole). Si sa che le corte, curve e affilate mandibole possono spezzare a metà una matita e tranciare la carne umana. Gli esemplari adulti dello scarabeo titano non si nutrono, ma sono, invece, alla costante ricerca di un partner.
Le larve non sono mai state trovate, ma si pensa che si nutrano all'interno del legno e che possano richiedere diversi anni per raggiungere la taglia massima prima che diventino pupe. Le larve di scarabeo titano creano dei buchi ai quali si attaccano per nutrirsi, i quali sembrano larghi più di 5 cm e profondi forse 30. Una famosa fotografia "a grandezza naturale" di quella che è ritenuta essere una larva di questo coleottero è apparsa sulla rivista di National Geographic, tuttavia si trattava di una diversa specie di coleottero, forse Macrodontia cervicornis.
Gli adulti si difendono mettendo in guardia sibilando e mordendo, e hanno aculei affilati, nonché forti mascelle. 

## Distribuzione
Si riscontra la sua presenza nelle foreste pluviali del Venezuela, Colombia, Ecuador, Perù, Guiana, e nel centro-nord Brasile.

## Galleria d'immagini

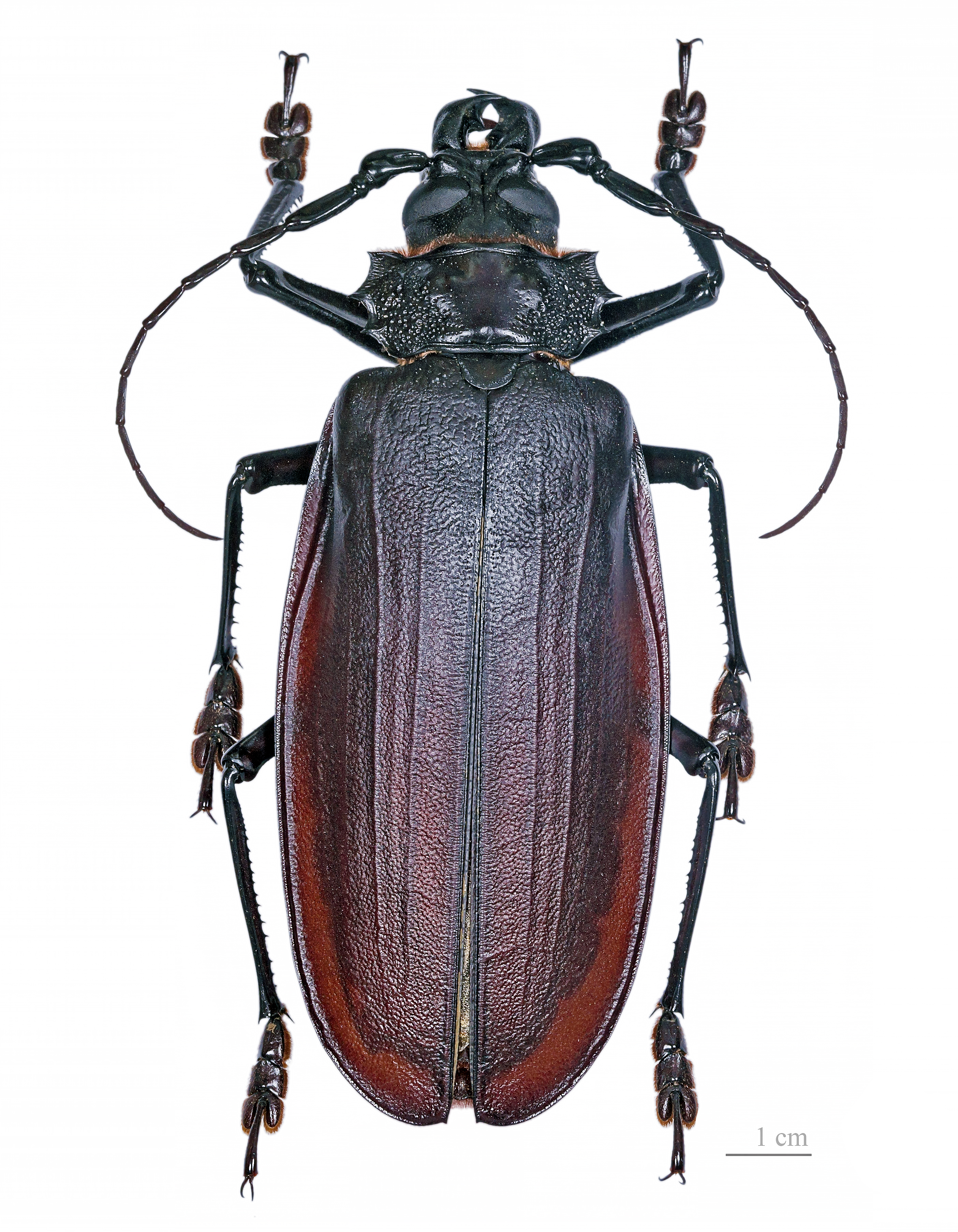
Titanus giganteus maschio
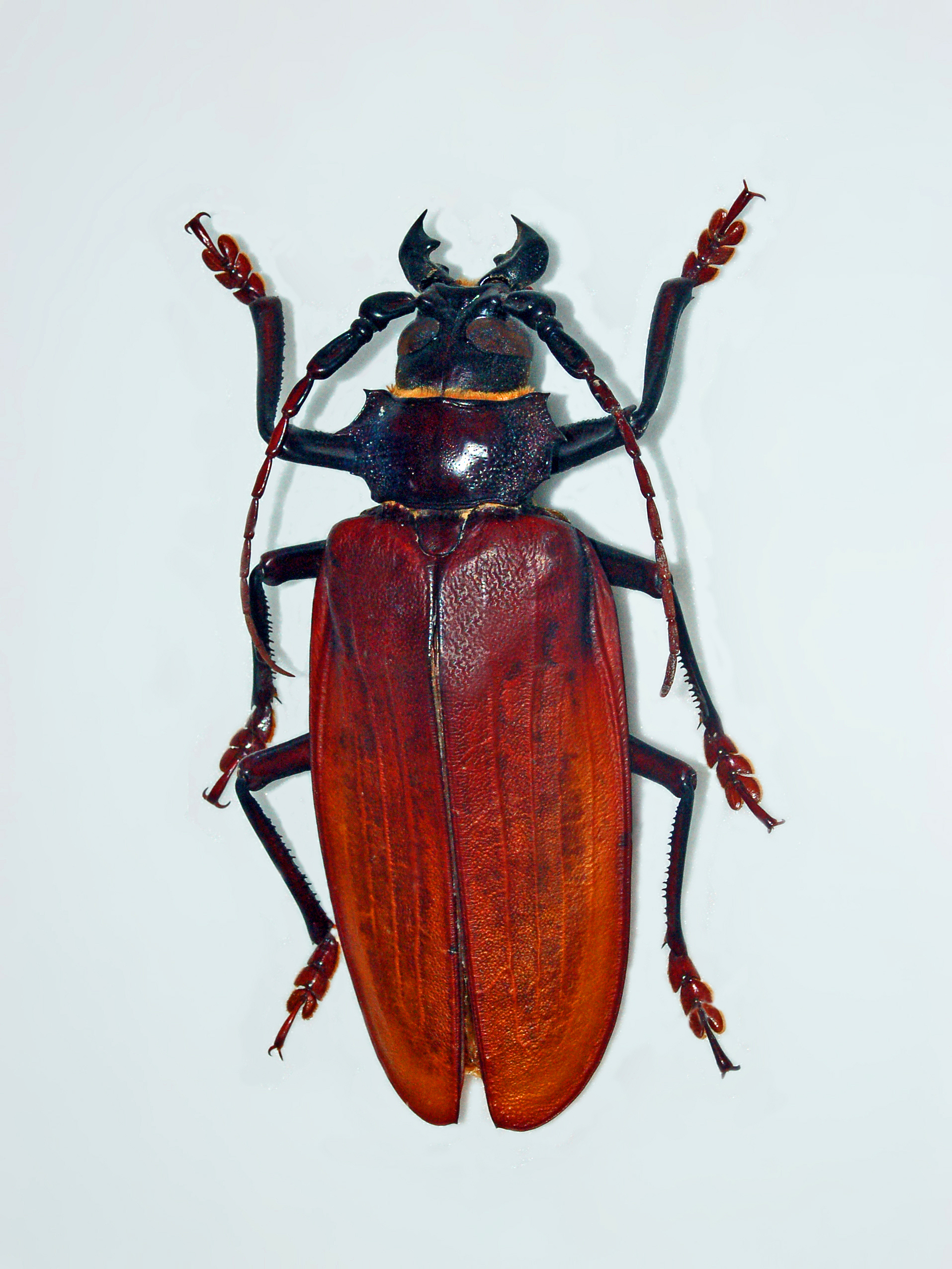
Titanus giganteus presso la Montreal Insectarium